# Stanisław Rohn

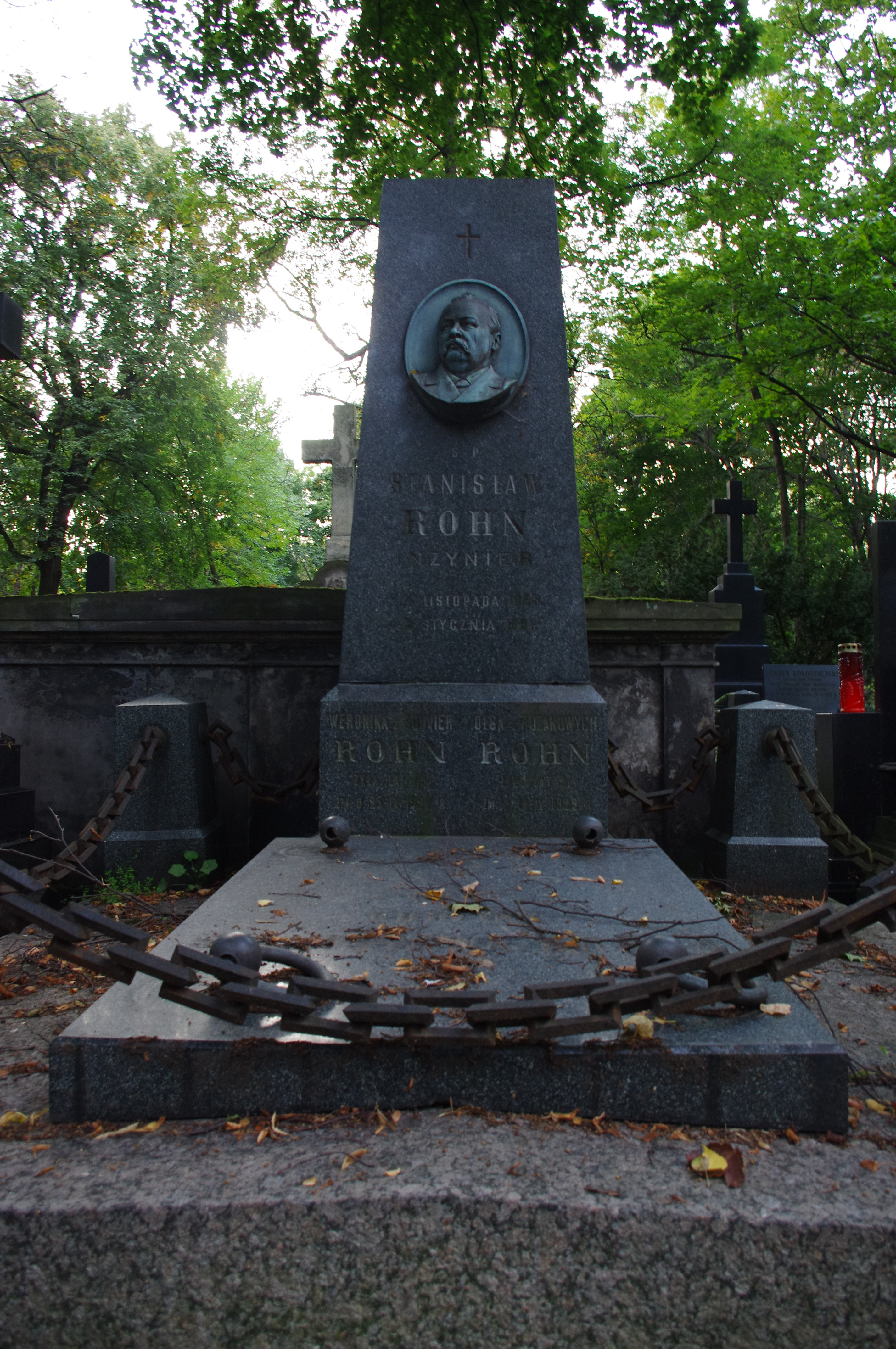
Grób Stanisława Rohna na cmentarzu Powązkowskim w Warszawie

Stanisław Rohn (ur. 4 listopada 1845 w Warszawie, zm. 5 stycznia 1896 w Petersburgu) – polski inżynier.

## Życiorys
Studiował matematykę w Szkole Głównej w Warszawie, następnie inżynierię za granicą. W latach 1873–1874 brał udział w budowie mostu na Wiśle pod Warszawą, następnie założył przedsiębiorstwo robót kesonowych przy zagęszczonym powietrzu. Wybudował kilkanaście mostów na Narwi, Bugu, Prypeci, Horyniu i innych. Prowadził także budowę linii tramwajowych warszawskich i robót kanalizacyjnych w Warszawie.
Spoczywa na cmentarzu Powązkowskim (kwatera 38-1-17/18).